# Micah Christenson
Micah Makanamaikalani Christenson, född 8 maj 1993 i Honolulu, är en amerikansk volleybollspelare. Christenson blev olympisk bronsmedaljör i volleyboll vid sommarspelen 2016 i Rio de Janeiro.